# إنصات تقديري
الإنصات التقديري هو نوع من السلوك الاستماعى يسعى فيه المستمع وراء معلومة بعينها تقدر ذوقه الخاص، على سبيل المثال معلومة تساعد على تلبية احتياجاته وأهدافه. ويستخدم الأشخاص الإنصات التقديري عندما يستمعون إلى مقطوعات رائعة من الموسيقى أو الشعر الجيد أو حتى إلى خطابٍ حماسي يلقيه قائدٌ عظيم.
يتضمن ذلك الاستماع إلى الموسيقى التي يستمتع بها الشخص، أو إلى الأشخاص الذين يحب الاستماع إليهم بفضل أسلوبهم المميز، وكذلك اختيارات الفرد في انتقاء الأفلام والعروض التليفزيونية التي يشاهدها، وبرامج الراديو والمسرحيات والمقطوعات الغنائية في المسرح. فعلى عكس الإنصات الإخباري أو إنصات العلاقات، لا يعتمد الإنصات التقديري على الرسالة التي يبعثها المتحدث بل على كيفية استجابة المستمع لها. ويختلف تقديرنا لما نسمعه حسب أذواقنا الشخصية، ولكنه يتأثر أيضًا بثلاثة عوامل مختلفة، وهي:

## العرض التقديمي
هناك العديد من العوامل المختلفة التي تحيط بـ العرض التقديمي، ومنها الوسط، والتجهيزات، وأسلوب وشخصية المقدم. وهذا بالطبع شيء تبادلي؛ إذ أنك ستندهش بما يقوله الآخرون ويسحرونك بقوة شخصياتهم وأسلوبهم في توصيل المعلومات بشكلٍ متساوٍ.
كذلك، يمكن أن تؤثر البيئة المحيطة على تقديرك للعرض التقديمي. ويؤثر مكان الجلوس، ودرجة الحرارة، ومدى وضوح الصوت ومستواه على كون التجربة جيدة أم سيئة.

## الإدراك
يعتبر الإدراك عاملاً هامًا في الإنصات التقديري. فقد يتغير إدراك الشخص تبعًا لما يتعرض له من خبرات مختلفة. على سبيل المثال: ذوق الفرد في الموسيقى. فنحن بحاجةٍ للاستماع لمختلف أنواع الموسيقى لتحديد وتقدير أفضلية بعض الأنواع على بعضها البعض. كما أن توقعات الأفراد تؤثر على إدراكنا.
ينتج إدراك الشخص وتوقعاته عبر سلوكياته التي تحدد ردة فعله تجاه العالم الذي يعيش فيه وكيفية تفاعله معه.

## الخبرة السابقة
تؤثر خبرتنا السابقة على جزءٍ من إدراكنا بشكلٍ واضح، وهذا من شأنه أن يؤثر على ما إذا كنا نستمتع بالاستماع لشيءٍ ما أم لا، أو إذا ما كنا راغبين في الاستماع من الأساس أم لا. وسيتأثر إدراكنا بما إذا كانت ذاكرتنا تثير ذكريات سارة أو غير سارة. ومع ذلك، فمن المهم أن نكون دومًا مستعدين لخوض التجارب الجديدة. وبذلك يمكننا تطوير مهارات الإنصات التقديري لدينا.